# TMF Awards (België)
De TMF Awards waren een belangrijke muziekprijs in België, die tot 2010 jaarlijks werden uitgereikt door muziekzender TMF. Het publiek kon steeds kiezen uit genomineerden.
Na een eerste editie in de Antwerpse Zillion in 1999 vonden de TMF Awards drie keer plaats in Flanders Expo in Gent. Later was het Antwerpse Sportpaleis het vaste decor van de prijzenshow; met uitzondering van het jaar 2007 (Ethias Arena Hasselt). In 2010 sleepten de gesprekken met sponsors lang aan waardoor er dat jaar geen TMF Awards werden verdeeld. In 2011 kwamen ook geen TMF Awards. Omdat er geen lokale programma's meer worden gepresenteerd, was de kans zeer klein dat deze prijzen nog ooit zouden terugkomen.
In juni 2024 werd bekendgemaakt dat er een nieuwe editie van de TMF Awards zal plaatsvinden op 31 oktober 2024 in de Antwerp Expo.
De uitreiking van deze muziekprijzen ging telkens gepaard met een circa vier uur durende show met daarin optredens van vele nationale en internationale artiesten. Elk jaar waren er ook altijd surprise-acts gepland, dus was de artiestenlijst van tevoren nooit volledig. In 2006 werd het publiek begroet door de bekende Kazachse verslaggever Borat.
Ook Nederland kende zijn eigen TMF Awards.

## Winnaars
Eerstgenoemde is de beste nationale (Belgische) in het genoemde gebied, de tweede was de beste internationaal.

### 2024
- TMF Legend Awards: Novastar, Jasper Steverlinck, Hooverphonic, Eden, Get Ready!, Belle Pérez
- TMF Super Legend Awards: Praga Khan, Stef Kamil Carlens
- TMF Yasmine Award: Nobelprijs
- TMF VJ Award: An Lemmens
- TMF Social Awareness Award: MEAU
- TMF Think Possible Award: MAKSIM

### 2009
- Best Urban: Hadise, The Black Eyed Peas
- Best Album: Sylver (met Sacrifice), The Black Eyed Peas (met The E.N.D.)
- Best Male Artist: Jasper Erkens, Justin Timberlake
- Best Female Artist: Natalia, Lady Gaga
- Best Pop: Clouseau, Lady Gaga
- Best Rock: Nailpin, Kings Of Leon
- Best Dance: Milk Inc., Bob Sinclar
- Best Live: Milk Inc., Beyoncé
- Best New Artist: Jasper Erkens, Lady Gaga
- Best Video: Jasper Erkens, Jonas Brothers
- Lifetime Achievement Award: Janez Detd.
- We Will Never Forget You Award: Yasmine

### 2008
- Best Rock: Nailpin, Fall Out Boy
- Best Dance: Milk Inc., Tocadisco
- Best Live: Milk Inc., Fall Out Boy
- Best Alternative: The Black Box Revelation, Fall Out Boy
- Best Male Artist: Koen Buyse, Bill Kaulitz
- Best Female Artist: Natalia, Rihanna
- Best Pop: Natalia, Mika
- Best Urban: Brahim, Kat DeLuna
- Best Album: Milk Inc. (met Forever), Coldplay (met Viva La Vida or Death And All His Friends)
- Best New Artist: The Ditch, Kat DeLuna
- Best Video: Nailpin (met "The Ending"), Tokio Hotel (met "Don't Jump")
- Lifetime Achievement Award: Hooverphonic

### 2007
- Best Album: Zornik: Crosses, Tokio Hotel: Scream
- Best Alternative: Goose, Fall Out Boy
- Best Dance: Milk Inc., Chemical Brothers
- Best Female Artist: Natalia, Nelly Furtado
- Best Male Artist: Koen Buyse, Justin Timberlake
- Best Live: Zornik, Within Temptation
- Best New Artist: Milow, Tokio Hotel
- Best Pop: Clouseau, Tokio Hotel
- Best Rock: Nailpin, Fall Out Boy
- Best Urban: Hadise, Timbaland
- Best Video: Zornik: "Black Hope Shut Down", Tokio Hotel: "Monsoon"
- Best Game: Singstar Rocks
- Best Bullybeaters Commercial: The Hug
- Lifetime Achievement Award: Clouseau

### 2006
- Best Video: Nailpin: "Worn Out", Panic at the Disco: "I Write Sins Not Tragedies"
- Best Urban: Hadise, Rihanna
- Best Album: Zornik: Alien Sweetheart, Pussycat Dolls: PCD
- Best Male Artist: Koen Buyse, Justin Timberlake
- Best Female Artist: Katerine, Kelly Clarkson
- Best Pop: Katerine, Kelly Clarkson
- Best Rock: Zornik, Red Hot Chili Peppers
- Best Dance: Milk Inc., Bob Sinclar
- Best Live: Zornik, Anouk
- Best Alternative: dEUS, Panic! at the Disco
- Best New Artist: Udo, The Veronicas
- Best Game: Singstar Rocks
- Totally TMF Award for Outstanding Achievement in Music: Tiësto

### 2005
- Beste zangeres: Belle Pérez, Anouk
- Beste zanger: Koen Wauters, Marco Borsato
- Beste rock: Zornik, Green Day
- Beste pop: Natalia, Gwen Stefani
- Beste urban: 't Hof van Commerce, The Black Eyed Peas
- Beste dance: Milk Inc., Faithless
- Beste video: Stash (met Sadness), Anouk (met Girl)
- Beste ringtone: Dave McCullen (met B*tch)
- Beste album: Natalia (met Back for More), Anouk (met Hotel New York)
- Beste dj: DJ Wout, Tiësto
- Beste nieuwkomer: Katerine Avgoustakis, Kelly Clarkson
- Beste spel: The Sims 2
- Radio Donna award voor beste single: Sandrine (met "Goosebumps")

### 2004
- Beste zangeres: Natalia, Anastacia
- Beste zanger: Koen Wauters, Marco Borsato
- Meest belovend: Leki, Jamelia
- Beste dj: 2 Many DJs, Tiësto
- Beste R&B/rap: Leki, Usher
- Beste dance: Milk Inc., Freestylers
- Beste pop: Natalia, Anastacia
- Beste rock: Zornik, Evanescence
- Beste live-act: Clouseau, N.E.R.D.
- Beste album: Novastar (met Another Lonely Soul), The Black Eyed Peas (met Elephunk)
- Beste clip: Zornik (met "Scared Of Yourself"), The Black Eyed Peas (met "Shut Up")
- Radio Donna award voor beste single: Freestylers (met "Push Up")
- Life time achievement Milk Inc

### 2003
- Beste zangeres: Sarah Bettens, Christina Aguilera
- Beste zanger: Koen Wauters, Robbie Williams
- Beste pop: Clouseau, Steps
- Beste rock: Janez Detd., U2
- Beste live-act: Clouseau, The Offspring
- Beste R&B/rap: 't Hof van Commerce, Will Smith
- Beste dance: Milk Inc., Basement Jaxx
- Meest belovend: Brahim, Westlife
- Beste album: Janez Detd. (met Anti Anthem), Christina Aguilera (met  Stripped)
- Beste single: Jasper Steverlinck (met "Life on Mars")
- Beste clip: Sylver (met "Why Worry"), Christina Aguilera (met "Fighter")

### 2002
- Beste zangeres: Kate Ryan, Jennifer Lopez
- Beste zanger: Koen Wauters, Jon Bon Jovi
- Beste pop: Clouseau, Atomic Kitten
- Beste rock: Zornik, Within Temptation
- Beste R&B/rap: 't Hof van Commerce, Eminem
- Beste dance: Milk Inc., Faithless
- Meest belovend: Flesh And Bones, Avril Lavigne
- Beste dj: 2 Many DJs, Tiësto
- Beste clip: Kate Ryan (met "Desenchantée"), Avril Lavigne (met "Complicated")

### 2001
- Beste zangeres: Geike (van Hooverphonic), Jennifer Lopez
- Beste zanger: Gene (van X-Session), Robbie Williams
- Beste single: Lasgo (met "Something"), Faithless (met "We Come 1")
- Beste pop: X-Session, Atomic Kitten
- Beste rock: Das Pop, U2
- Beste live-act: Hooverphonic, Faithless
- Beste R&B/rap: ABN, Destiny's Child
- Beste dance: Milk Inc., Faithless
- Meest belovend: Zornik, Blue
- Beste album: Hooverphonic (met The Magnificent Tree), Destiny's Child (met Survivor)
- Beste clip: Milk Inc. (met "Never Again"), Christina Aguilera, Mýa, Pink & Lil' Kim (met "Lady Marmelade")

### 2000
- Beste zangeres: Sarah Bettens, Britney Spears
- Beste zanger: Jasper Steverlinck (van Arid), Ronan Keating
- Beste single: Milk Inc. (met "Walk On Water"), Bomfunk MC's (met "Freestyler")
- Beste pop: X-Session, Westlife
- Beste rock: Soulwax, Live
- Beste live-act: Praga Khan, Live
- Beste R&B/rap: ABN, Destiny's Child
- Beste dance: Da Boy Tommy, Alice Deejay
- Meest belovend: Janez Detd., Krezip
- Beste album: Novastar (met Novastar), Moby (met Play)
- Beste clip: Soulwax (met "Much Against Everyone's Advice"), Aqua (met "Cartoon Heroes")

### 1999
- Beste zangeres: Sarah Bettens, Britney Spears
- Beste zanger: Koen Wauters, Robbie Williams
- Beste single: Nunca (met "House Of Doom"), Sasha (met "If You Believe")
- Beste pop: Clouseau, Steps
- Beste rock: Soulwax, U2
- Beste live-act: Praga Khan, The Offspring
- Beste R&B/rap: 't Hof van Commerce, Will Smith
- Beste dance: Milk Inc., Basement Jaxx
- Meest belovend: Eden, Westlife
- Beste album: Mackenzie ft. Jessy, The Offspring (met Americana)
- Beste clip: Soulwax (met "2 Many DJs"), Will Smith (met "Wild Wild West")

## Line-up

### 2009
- Lasgo Openingsact
- Milk Inc Slotact
- Nationaal: Andes (eerbetoon Yasmine), Clouseau, Das Pop, Hadise, Janez Detd, Jasper Erkens, Jay-J, Natalia, Sylver
- Internationaal: Big Ali, Bob Sinclar, De Jeugd van Tegenwoordig, September, Sidney Samson, Theory Of A Deadman

### 2008
- Nailpin Openingsact
- Fall Out Boy Slotact
- Nationaal: Milow, Natalia, Milk Inc, Brahim, Sandrine, Freaky Age, Kate Ryan, Zornik, Hooverphonic, 2 Fabiola
- Internationaal: Alphabeat, Kat DeLuna, Freemasons, Tocadisco, Ironik, Kane

### 2007
- Zornik Openingsact
- Regi feat. Bart Peeters, Scala en Milk Inc Slotact
- Nationaal: Milow, Natalia, Clouseau, Katerine, Hadise, urban medley met Crush 5, Leki, Kaye Styles en Lunaman, Goose, Fixkes, Stan van Samang, Kate Ryan
- Internationaal: Tokio Hotel, Lumidee, Within Temptation, Mutya Buena, Air Traffic

## Locaties
- 22 oktober 1999: Zillion, Antwerpen.
- 28 oktober 2000: Flanders Expo, Gent.
- 27 oktober 2001: Flanders Expo, Gent.
- 28 oktober 2002: Flanders Expo, Gent.
- 27 oktober 2003: Sportpaleis, Antwerpen.
- 2 oktober 2004: Sportpaleis, Antwerpen.
- 1 oktober 2005: Sportpaleis, Antwerpen.
- 14 oktober 2006: Sportpaleis, Antwerpen.
- 13 oktober 2007: Ethias Arena, Hasselt.
- 11 oktober 2008: Sportpaleis, Antwerpen.
- 10 oktober 2009: Sportpaleis, Antwerpen.
- 31 oktober 2024: Antwerp Expo, Antwerpen.

## Presentatie

### 1999
- Host: Inge Moerenhout
- Co-presentatie: Roos Van Acker

### 2000
- Host: Inge Moerenhout
- Co-presentatie: Elke Vanelderen

### 2001
- Host: Inge Moerenhout
- Co-presentatie: Stijn Smets

### 2002
- Host: Katja Retsin
- Co-presentatie: Olivier Coumans

### 2003
- Hosts: Elke Vanelderen & Evi Hanssen
- Co-presentatie: Caren Meynen

### 2004
- Hosts: Stijn Smets & Leki
- Co-presentatie: Caren Meynen

### 2005
- Hosts: An Lemmens & Olivier Coumans
- Co-presentatie: Caren Meynen

### 2006
- Hosts: An Lemmens & Olivier Coumans
- Co-presentatie: Caren Meynen

### 2007
- Hosts: Lynn Pelgroms & Olivier Coumans
- Co-presentatie: An Lemmens & Sean D'Hondt

### 2008
- Host: Olivier Coumans
- Copresentatie: Caren Meynen, Sofie Engelen, Wendy Huyghe, Sean Dhondt, Astrid Demeure, Stijn Smets & Lynn Pelgroms
  - Uitreiking: Axel Daeseleire, Nele Somers, Roel Vanderstukken, Eline De Munck, Roos Van Acker, An Lemmens, Maurice Engelen, Do, Katja Retsin, Urbanus, Goedele Liekens, Kobe Ilsen, Ann Reymen, Jani Kazaltzis, Élodie Ouédraogo, Hanna Mariën, Yanaïka Skrzyszkowiak, Stephanie Deveux, Stijn Smets

### 2009
- Host: Sofie Engelen
- Co-presentatie: Astrid Demeure, Lynn Pelgroms, Wendy Huyghe, Lotte Caers & Stijn Smets
  - Uitreiking: Ann Van Elsen, Tom De Cock, Hilde De Baerdemaeker, Matteo Simoni, Cara Van der Auwera, Hans Otten, Alizée Poulicek, Bram Demeyere, Get Ready, Evy Gruyaert, Caren Meynen, Wim Oosterlinck, Anke Buckinx, Big Ali, Roos Van Acker, Sam De Bruyn, Gaëlle Six, Tom Paumen